# Wiepke
Wiepke ist ein Ortsteil der gleichnamigen Ortschaft der Hansestadt Gardelegen im Altmarkkreis Salzwedel in Sachsen-Anhalt.

## Geografie

### Lage
Wiepke, ein Straßendorf mit Kirche, liegt an der B 71 etwa neun Kilometer nördlich der Altstadt von Gardelegen in der Altmark zwischen den Ortsteilen Zichtau, Engersen und Estedt am Nordrand der Hellberge. Südwestlich der Ortslage befindet sich das Quellmoor Elf Quellen, aus dem der Wiepker Bach entspringt, der im Nordosten auf die Zichtauer Bäke trifft, die in die Milde mündet.

### Ortschaftsgliederung
Zur Ortschaft Wiepke gehört die Gemarkung Wiepke mit dem gleichnamigen Ortsteil und dem Wohnplatz Rothekrug. Das Gebiet am nordöstlichen Ortseingang an der Zichtauer Becke und Wiepker Bach wird Wiebeck genannt. Es gehörte vor der Flurneuordnung teilweise zur Gemarkung Engersen.

## Geschichte

### Mittelalter bis Neuzeit
Wiepke wurde im Jahre 1412 erstmals als wybeke erwähnt, als das Dorf von den Magdeburgern ausgeplündert wurde. Der Bericht ist in einer Klageschrift und Schadensrechnung des Markgrafen Friedrich von Brandenburg vom 24. Mai 1420 gegen den Magdeburger Erzbischof Günther wegen der Landesbeschädigungen durch den Erzbischof und dessen Untertanen zu finden. Weitere Nennungen sind 1430 das Dorf wibeke, 1541 Wipeck, 1687 Wiebeke.
Die erste Erwähnung der Mühlen in Wiepke stammt aus einem Lehnsbrief von 1472 als dat dorp wibeke … darto dy Mollen, als Kurfürst Albrecht von Brandenburg Werner und Gebhard von Alvensleben mit Schloss und Vogtei Gardelegen beleiht.
Im Jahre 1804 wird das Dorf Wiepke mit drei Wassermühlen genannt.

### Eingemeindungen

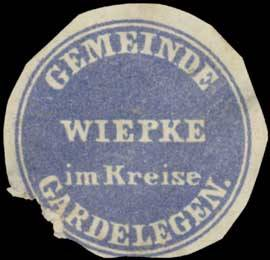
Siegelmarke der Gemeinde Wiepke

Ursprünglich gehörte das Dorf zum Salzwedelischen Kreis der Mark Brandenburg in der Altmark. Zwischen 1807 und 1810 lag es im Kanton Zichtau auf dem Territorium des napoleonischen Königreichs Westphalen. Ab 1816 gehörte die Gemeinde zum Kreis Gardelegen, dem späteren Landkreis Gardelegen.
Ab dem 25. August 1952 gehörte die Gemeinde Wiepke zum Kreis Gardelegen. Am 1. Juli 1994 wurde die Gemeinde in den Altmarkkreis Salzwedel umgegliedert.
Durch einen Gebietsänderungsvertrag hat der Gemeinderat der Gemeinde Wiepke am 28. Mai 2009 beschlossen, dass die Gemeinde Wiepke in die Hansestadt Gardelegen eingemeindet wird. Dieser Vertrag wurde vom Landkreis als unterer Kommunalaufsichtsbehörde genehmigt und trat am 1. Januar 2010 in Kraft.
Nach Eingemeindung der bisher selbständigen Gemeinde Wiepke wird Wiepke Ortsteil der Hansestadt Gardelegen. Für die eingemeindete Gemeinde wird die Ortschaftsverfassung nach den §§ 86 ff. der Gemeindeordnung Sachsen-Anhalt eingeführt. Die eingemeindete Gemeinde Wiepke und künftige Ortsteil Wiepke wird zur Ortschaft der aufnehmenden Hansestadt Gardelegen. In der eingemeindeten Gemeinde und nunmehrigen Ortschaft Wiepke wird ein Ortschaftsrat mit anfangs sieben, heute fünf Mitgliedern einschließlich Ortsbürgermeister gebildet.

### Einwohnerentwicklung
| Jahr | Einwohner |
| ---- | --------- |
| 1734 | 188       |
| 1774 | 198       |
| 1789 | 191       |
| 1798 | 199       |
| 1801 | 202       |
| 1818 | 225       |

| Jahr | Einwohner |
| ---- | --------- |
| 1840 | 278       |
| 1864 | 360       |
| 1871 | 346       |
| 1885 | 331       |
| 1892 | [00]331   |
| 1895 | 318       |

| Jahr | Einwohner |
| ---- | --------- |
| 1900 | [00]323   |
| 1905 | 308       |
| 1910 | [00]315   |
| 1925 | 298       |
| 1939 | 258       |
| 1946 | 516       |

| Jahr | Einwohner |
| ---- | --------- |
| 1964 | 329       |
| 1971 | 323       |
| 1981 | 262       |
| 1993 | 255       |
| 2006 | 224       |
| 2012 | [00]214   |

| Jahr | Einwohner |
| ---- | --------- |
| 2017 | 221       |
| 2021 | [0]224    |
| 2022 | [0]220    |

Quelle bis 1946, wenn nicht angegeben:

## Religion
Die evangelischen Christen aus Wiepke gehörten früher zur Kirchengemeinde Wiepke in der Pfarrei Zichtau. Sie werden heute betreut vom Pfarrbereich Estedt im Kirchenkreis Salzwedel im Propstsprengel Stendal-Magdeburg der Evangelischen Kirche in Mitteldeutschland.

## Politik

### Ortsbürgermeister
Ortsbürgermeister der Ortschaft Wiepke ist Michael Becker.

### Ortschaftsrat
Bei der Ortschaftsratswahl am 26. Mai 2019 konnte die Wählergruppe Wiepke alle 5 Sitze erringen.

## Kultur und Sehenswürdigkeiten

### Bauwerke

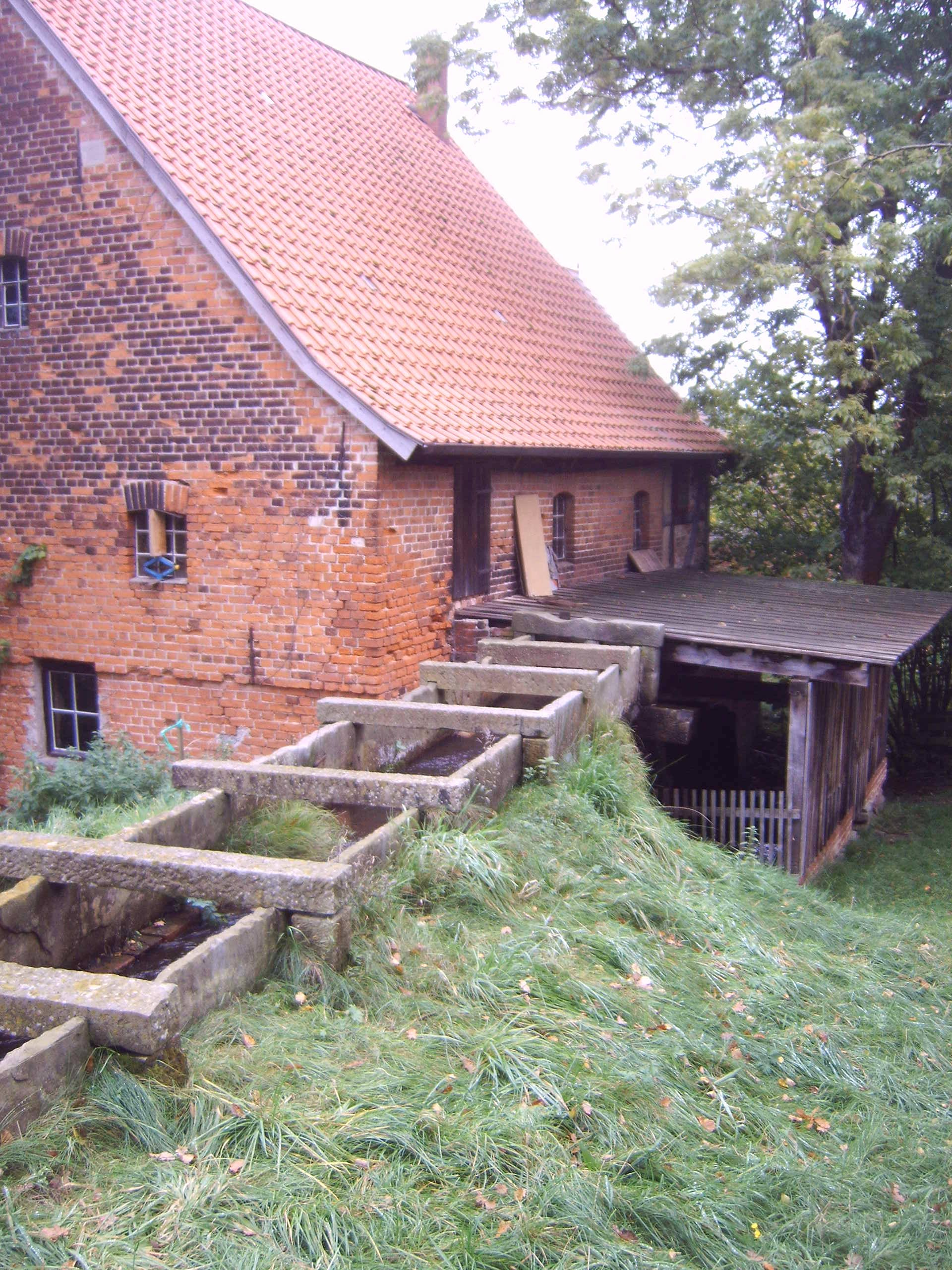
Reichwaldsche Mühle

- Die Dorfkirche Wiepke ist ein spätromanischer aus Feldsteinbau aus dem 12. Jahrhundert. Sie wurde nach 1990 umfangreich saniert.[19]
- Auch eine sehenswerte Wassermühle aus dem 17. Jahrhundert, die Reichwaldsche Mühle befindet sich im Ort. Pfingsten wird dort traditionell ein Mühlentag veranstaltet, bei dem mittelalterliches Handwerk der Region vorgeführt wird.

### Verein
- Wassermühlen- und Heimatverein Wiepke e. V.[20]